# Societat Esportiva Penya Independent
La Societat Esportiva Penya Independent es un club de fútbol español de la localidad de San Miguel de Balansat, en la isla de Ibiza (Baleares). Actualmente juega en el Grupo XI de la Tercera Federación.

## Historia
El club fue fundado en 1975 como Sociedad Deportiva Peña Independiente y en 2010 tomó la denominación actual, desde sus inicios participó en la categoría regional de Ibiza y Formentera hasta el año 2014, cuando dejó de participar en la división para enfocarse únicamente en las escuadras de fútbol base.
En 2019 el equipo senior del club volvió a tomar parte de la competición oficial regresando a la Regional Preferente de Ibiza-Formentera, última categoría del fútbol español en las Islas Baleares.
En la temporada 2021-2022 el equipo finalizó como segundo lugar de la categoría, por lo que accedió a la promoción de ascenso a Tercera Federación, tras eliminar a la Unión Deportiva Mahón y al Club Deportivo Alayor la Peña Independiente llegó a la final de la promoción ante el equipo "B" de la Sociedad Cultural y Recreativa Peña Deportiva. El 19 de junio de 2022 se confirmó el primer ascenso del club de Sant Miquel tras derrotar al filial de la Peña Deportiva con un marcador global de 1-6.
La temporada 2022-2023 marcó el debut del club en las categorías nacionales del fútbol español. Al finalizar la fase regular de la campaña la Penya se colocó en la tercera posición del grupo balear, por lo que accedió a la promoción de ascenso a Segunda Federación. En la fase autonómica el equipo de San Miguel eliminó a la Unión Deportiva Poblense y posteriormente al Club Deportivo Santañí para clasificarse a la etapa nacional de la eliminatoria. En la fase nacional la Penya fue encuadrada con la Sociedad Deportiva Ejea, equipo procedente del grupo aragonés, finalmente el 4 de junio de 2023 el equipo consiguió un boleto en la Segunda Federación, cuarta categoría del fútbol español, tras imponerse en la prórroga por 2-0 al equipo aragonés, terminando la serie con un marcador global de 3-1, de esta manera el equipo de Ibiza consiguió su segundo ascenso consecutivo.
En la temporada 2023-24 la Penya debutó en Segunda Federación, siendo colocada en el Grupo III junto con clubes de las Baleares, Cataluña y la Comunidad Valenciana, el equipo sufrió las condiciones de su nueva categoría, pasando la mayor parte del año futbolístico en posiciones de descenso a Tercera RFEF, finalmente el 21 de abril se confirmó la pérdida de categoría de la Penya Independent a falta de dos jornadas para finalizar la temporada.

## Estadio
La Societat Esportiva Penya Independent disputa sus partidos como local en el Camp Municipal de Futbol de Sant Miquel, el cual dispone de una capacidad para albergar a 1000 espectadores.

## Temporadas
| Temporada | División          | Puesto            | Copa del Rey |
| --------- | ----------------- | ----------------- | ------------ |
| 1986-87   | Regional          | 6                 |              |
| 1987-88   | Sin participación | Sin participación |              |
| 1988-89   | Regional          | 5                 |              |
| 1989-90   | Regional          | 6                 |              |
| 1990-91   | Regional          | 3                 |              |
| 1991-92   | Regional          | 7                 |              |
| 1992-93   | Regional          | 3                 |              |
| 1993-94   | Regional          | 6                 |              |
| 1994-95   | Regional          | 5                 |              |
| 1995-96   | Regional          | 2                 |              |
| 1996-97   | Regional          | 4                 |              |
| 1997-98   | Regional          | 4                 |              |
| 1998-99   | Regional          | 4                 |              |
| 1999-2000 | Regional          | 3                 |              |
| 2000-01   | Regional          | 8                 |              |
| 2001-02   | Regional          | 2                 |              |
| 2002-03   | Regional          | 3                 |              |
| 2003-04   | Regional          | 4                 |              |
| 2004-05   | Regional          | 11                |              |

| Temporada | División          | Puesto            | Copa del Rey |
| --------- | ----------------- | ----------------- | ------------ |
| 2005-06   | Regional          | 11                |              |
| 2006-07   | Regional          | 5                 |              |
| 2007-08   | Regional          | 6                 |              |
| 2008-09   | Regional          | 11                |              |
| 2009-10   | Regional          | 11                |              |
| 2010-11   | Regional          | 10                |              |
| 2011-12   | Regional          | 9                 |              |
| 2012-13   | Regional          | 10                |              |
| 2013-14   | Regional          | 13                |              |
| 2014-19   | Sin participación | Sin participación |              |
| 2019-20   | Regional          | 3                 |              |
| 2020-21   | Regional          | 2                 |              |
| 2021-22   | Regional          | 2                 |              |
| 2022-23   | 3ª RFEF           | 3                 |              |
| 2023-24   | 2ª RFEF           | 16                |              |

- 1 temporada en Tercera Federación
- 1 temporada en Segunda Federación